# Speed: No Limits
Speed: No Limits im Oakwood Theme Park (Narberth, Pembrokeshire, UK) war eine Stahlachterbahn vom Modell Euro-Fighter des Herstellers Gerstlauer Amusement Rides, die am 13. April 2006 eröffnet wurde. Der Betreiber des Parks – Aspro Parks – verkündete am 4. März 2025, dass der Park nicht wieder eröffnen wird. Somit drehte die Bahn am 3. November 2024 ihre letzten Runden. Somit drehte die Bahn am 3. November 2024, dem letzten Betriebstag des Parks, ihre letzten Runden.
Sie war neben "Saw – The Ride" im Thorpe Park, "Rage" in Adventure Island und "Mumbo Jumbo" im Flamingo Land die einzige Achterbahn im Vereinigten Königreich, die eine Abfahrt von mehr als 90° besaß. Der Lifthill, der die Wagen auf eine Höhe von 35 m brachte, besaß eine Steigung von 90°. Die Fahrt bestand weiterhin aus einem 97° steilen First Drop, einem Hügel mit −1,3 g, einem Overbanked Turn von 110°, einem Looping, einer Heartline-Roll und einer Helix.
Zum Erstellen der Konzeptzeichnungen wurde zum größten Teil das Computerprogramm NoLimits benutzt.

## Wagen
Speed: No Limits besaß vier einzelne Wagen. In jedem Wagen konnten acht Personen (zwei Reihen à vier Personen) Platz nehmen. Als Rückhaltesystem kamen Schulterbügel zum Einsatz.

## Bilder

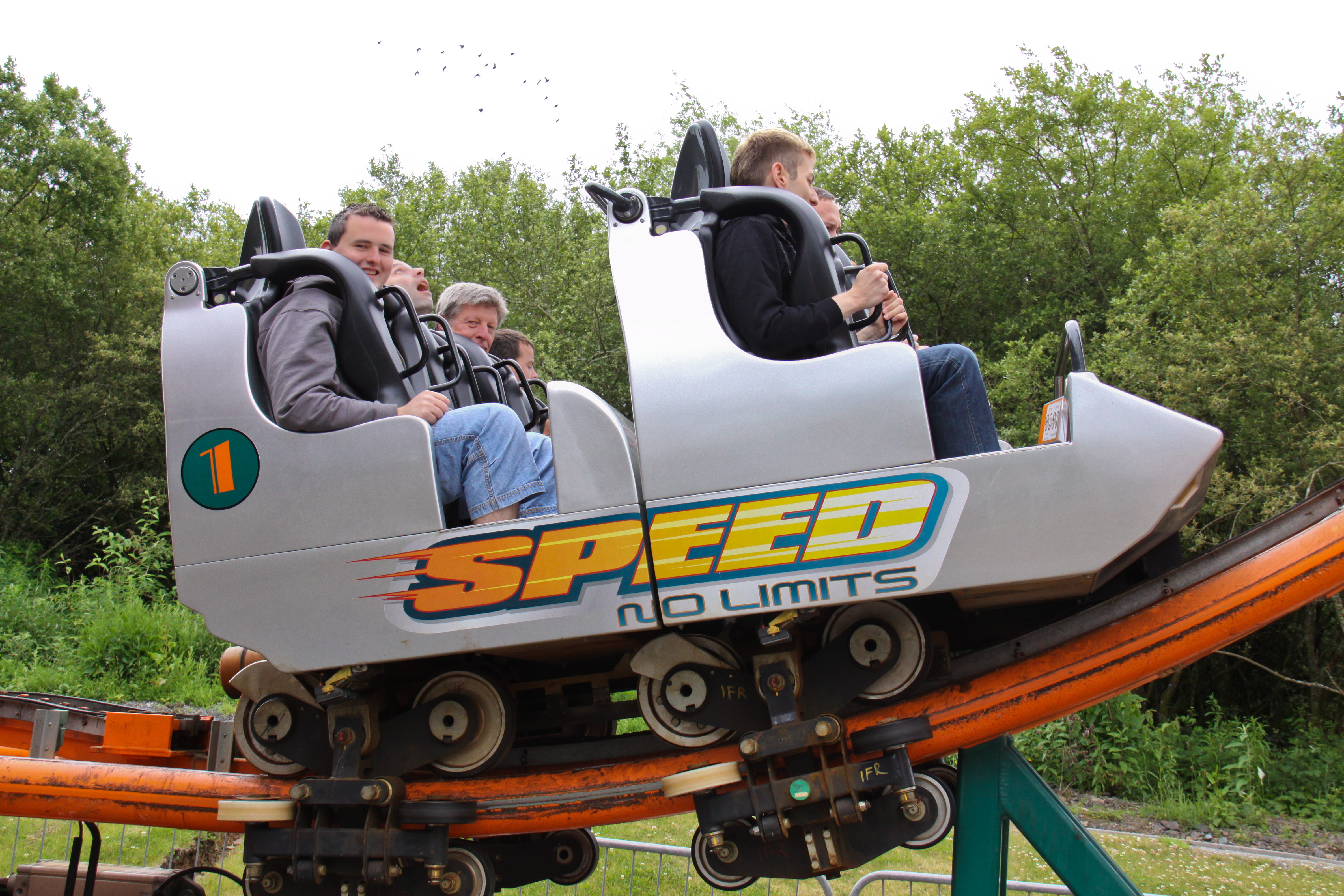
Ein Wagen der Bahn
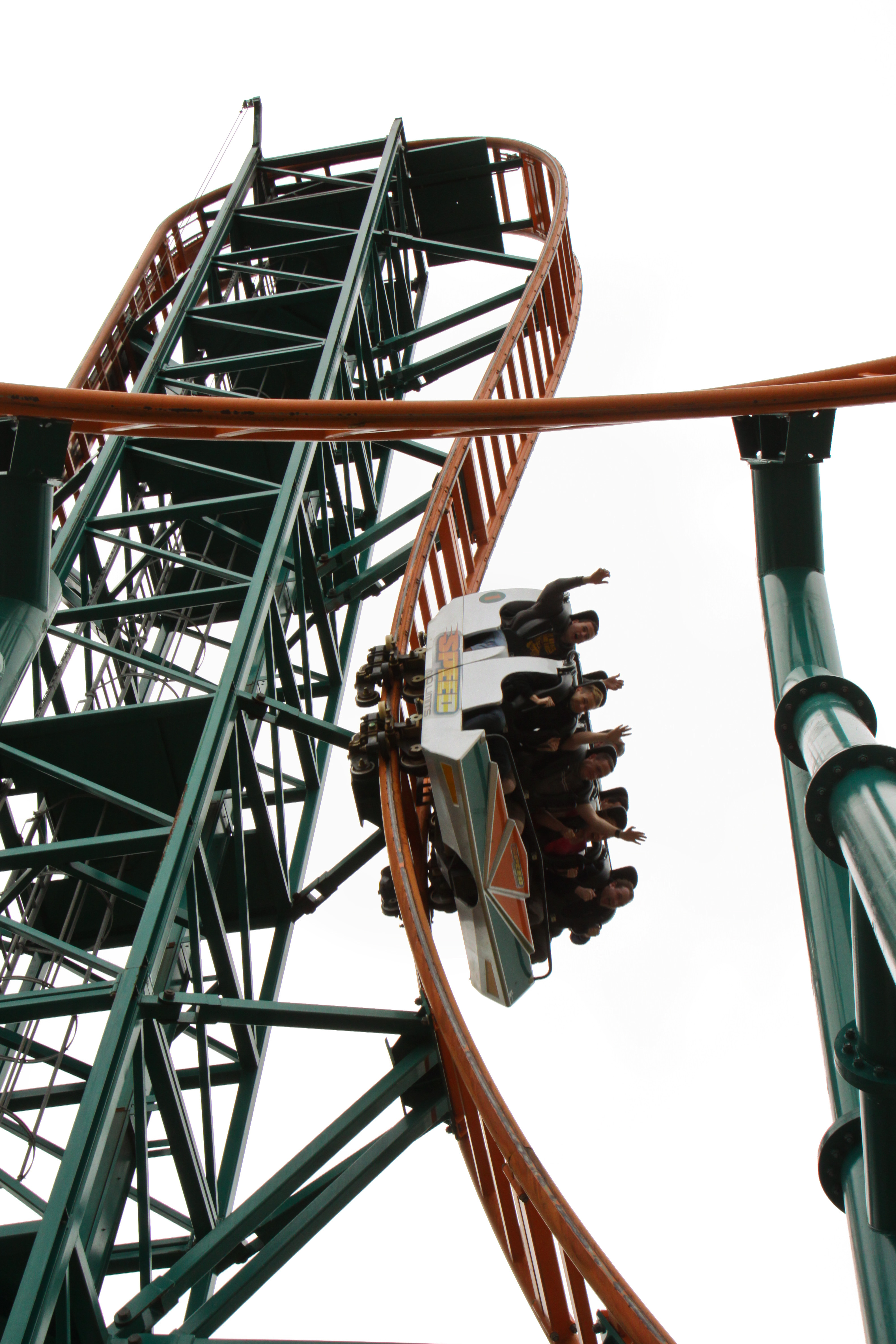
Der First Drop